# Low Deep T
Low Deep T (alias TJ Cases) est un chanteur, auteur et producteur de nationalité sud-africaine. Il vit actuellement à Londres.

## Style
Le style que l'on octroie à cet artiste est la house music.

## Carrière
Il a sorti Casablanca et big love en 2013. Ce titre a atteint la première place en Bulgarie la même année[réf. nécessaire].
Son dernier titre s'intitule Got 2 Find Love, dont le clip a été tourné en Tunisie.

## Discographie
- 2014 : Got 2 Find Love, single[2],[3]
- 2012 : We Are One, album (contient Casablanca)
- 2011 : Big Love, album
- 2009 : Fragile, single
- 2008 : Nothing Better than Your Loving, single
- 1998 : You Bring Me Joy, single
- 1997 : Do It Again, single